# Nepalska mandala
Nepalska mandala (Devanagari: नेपाल मण्डल) je starodavna konfederacija na indijski podcelini, ki jo zaznamujejo kulturne, verske in politične meje, ki ležijo v današnjem osrednjem Nepalu . Sestoji iz Katmandujske doline in okoliških območij. Pravilo avtohtonih Nevarcev v Nepal Mandali se je končalo z osvajanjem kraljestva Gorka in vzponom rodbine Shah leta 1768. 
Glede na zgodovino Nepala, so Nepal v zgodnjem srednjeveškem obdobju sestavljala tri kraljestva: Khas na zahodu, Karnatak na jugu in Nepal Mandala v središču in Kirat na vzhodu. 
Bhaktapur je bil do 15. stoletja glavno mesto Nepal Mandale, ko so ustanovili tri prestolnice, vključno s Katmandujem in Lalitpurjem. 

## Kulturno območje
Obseg Nepal Mandale je bil tradicionalno opredeljen z lokacijami 64 hindujskih in 24 budističnih romarskih krajev. Hindujska svetišča so sestavljena iz 64 Šivinih lingam, raztresenih od Brahmeswaru v okrožju Nuvakot na zahodu do Bhimesvara v okrožju Dolakha na vzhodu.
24 budističnih romarskih krajev se širi od reke Trišuli na zahodu do Dolalghata na vzhodu. Ko jih gledamo kot urejen vzorec, tvorijo sliko mandale Čakrasamvara, glavnega božanstva Vajrajana budizma. Nepal Mandala je bila zasnovana na podlagi Čakrasamjara Mandale. 
Francis Buchanan-Hamilton je napisal v  n Account of the Kingdom Of Nepal, objavljenem leta 1819, da so štiri romarske točke označile meje pravega Nepala: Nilkantha (osemdnevna pot proti severu od Katmanduja), Natesvar (tri dni proti jugu), Kalesvar (dva dni proti zahodu) in Bhimesvar (štiri dni na vzhod). 

## Politično območje
Izraz mandala pomeni tudi državo  in je bil uporabljen za predstavljanje tradicionalnih političnih formacij, kot je federacija kraljestev. Območje Katmandu, Lalitpur, Bhaktapur in Dolakha med obdobjem Malla je splošno znano kot Nepal Mandala.
Glede na zgodovino Nepala je Nepal Mandala ležala med kraljestvi Khas in Simraungarh. Kraljestvo Khas se je razširilo od Garhvala na zahodu do reke Trišuli na vzhodu in od jezera Manasarovar na severu do Tarai na jugu. Karnataka, imenovana tudi Simraungarh, je bila v Taraiu.
Zahodni popotniki so v poznem 18. stoletju zapisali, da so se Nepalske meje razširile na Tibet na severu, državo Kirata na vzhodu, kraljestvo Makwanpur na jugu in reko Trišuli na zahodu, ki ju je ločila od kraljestva Gorka. 
Leta 1661 sta jezuitska očeta Johann Grueber in Albert d'Orville potovala iz Tibeta v Indijo skozi Nepal. V svojem poročilu sta omenila, da sta šla skozi "Cuthi", prvo mesto v kraljestvu "Necbal" (Nepal) in prispela v "Cadmendu" (Katmandu), glavno mesto "Necbala". Iz "Cadmenduja" potovanje petih dni prinaša pot v "Hedouda", tržno mesto v kraljestvu "Maranga" . Mesto Hedouda je danes znano kot Hetauda.

## Prebivalci
Najstarejši prebivalci Nepal Mandale so Nevarci, ki imajo več rasnih sevov, ki se združujejo več tisočletij. Nevarska civilizacija je mešanica različnih kultur, ki so se združile v Nepal Mandali. Po mnenju sociologov so prebivalci Nepala postopoma postali znani kot Nevarci. 

## Zgodovina
Budistično besedilo Manjushrimula Kalpa je omenilo Manadeva (vladal med 464-506 n. št.) kot kralja Nepal Mandale. Izraz Nepal Mandala se pojavlja tudi v priljubljenem budističnem besedilu Swayambhu Purana. Pojavlja se v kamnitem napisu v Gyaneswarju, Katmandu iz 8. stoletja v času vladanja Licchavijskega kralja Jayadeva II. 
Izraz Nepal Mandala se je skozi stoletja uporabljal v kamnitih in bakrenih napisih ter kolofonih rokopisov, ko so omenjali posvetni naslov. Naveden je tudi med pomembnimi budističnimi obredi. 